# Děkanství v Uhříněvsi
Děkanství v Uhříněvsi v Praze se nachází na západní straně náměstí Bratří Jandusů na rohu s ulicí Přátelství poblíž Říčanského potoka. Budova je chráněna jako nemovitá kulturní památka České republiky; do areálu patří hlavní budova, hospodářské stavby, stodola, ohradní zdi se vstupy a brankami, zahrada a dvůr.

## Historie
První zmínky o kostele Všech svatých a faře v Uhříněvsi pocházejí ze 14. století. Nová zděna fara byla postavena v roce 1717. K roku 1841 jsou podle mapy Stabilního katastru hlavní budova, hospodářské stavby i zahrada se zástavbou půdorysně v zásadě shodné. K roku 1876 a 1890 je zmiňována oprava stodoly a hospodářských budov.
V roce 1913 byla na místě zbořené fary postavena nová budova děkanství. Autorem návrhu byl architekt Rudolf Stockar, stavbu provedl stavitel Alois Jenšovský, keramické medailony (tondo) vyrobila firma RAKO Rakovník.

## Popis

### Hlavní budova
Hlavní patrovou budovu tvoří dvě křídla. V nároží těchto křídel je střední válcová věžovitá část, která v přízemí navazuje na čtvrtkruhový vstup ukončený rozlehlou terasou s prolamovaným zábradlím. Na fasádě hlavního průčelí jsou po stranách terasy osazeny dva kruhové medailony ve stylu florentského quattrocenta s náměty „Panna Marie s dítětem“ a „Kristus Dobrý pastýř“.
Ve výzdobě fasád jsou patrné geometrické, kubizující i historizující prvky, charakteristické jsou také jednotné šambránové rámce okenních otvorů v přízemí i patře včetně parapetních výplní. Okna mají různou velikost a jsou převážně obdélná. Pouze v reprezentativním severním průčelí jsou v patře v místě farního sálu okenní otvory s polokruhovým záklenkem.
Střechy jsou valbové, pouze střední válcová věžovitá část má vlastní kuželovou střechou. Komíny z lícovaných cihel mají ozdobné profilované římsy. Budova je částečně podsklepena.
V interiéru dominuje prostoru ústřední hala s velkolepě pojatým schodištěm, které je atypické, kruhové s otevřeným zrcadlem a podepřené pilíři. V prvním patře v severní části se nachází farní sál, který je ze severu prosvětlen velkými okny.
V objektu se dochovalo mnoho původních prvků a detailů, například okna a dveře včetně skleněných výplní, povrchy podlah, schodiště, zábradlí a další. Ve vstupní chodbě je osazena reprezentativní pamětní zakladatelská deska ze sliveneckého mramoru se zlaceným rytým textem. V roce 1995 bylo v interiéru dokumentováno několik kusů dobového kubistického nábytku (pravděpodobně podle návrhu R. Stockara), který se však v objektu již nenachází a od roku 2004 je nezvěstný.

### Hospodářské stavby
Hospodářské budovy jsou situovány jižně od hlavní budovy. Jsou postaveny na protáhlém dvoukřídlém půdorysu ve tvaru písmene "L" kolem obdélného dvorku přízemní hospodářské objekty (pravděpodobně bývalé chlévy a kolny). Štítové průčelí do náměstí má dva zamřížované okenní otvory v přízemí a dvě drobná okénka ve štítu. Boční průčelí zakončuje  fabionová římsa. Budovy jsou kryty sedlovou střechou, ve které je v západním křídle směrem do dvora osazen vikýř.

### Stodola
Stodola v západní části areálu je postavena na obdélném půdorysu a je kryta sedlovou střechou. Severní a jižní průčelí stodoly završují přesahující zděné štíty s korunou zdiva krytou kamennými deskami; v obou štítech jsou prolomeny dva malé kruhové otvory. V bočních průčelích jsou ve dvou úrovních prolomeny úzké štěrbinové větrací otvory. Ve střední části jsou segmentově zaklenuté otvory vjezdů, po jejichž stranách je plocha fasády členěna ve zdivu provedenými mělkými lizénami. Boční průčelí ukončuje profilovaná římsa.

### Ohradní zdi
Areál je po obvodu vymezen ohradními zdmi se vstupy a brankami. Severní ohradní zeď má zvýrazněné pilíře a korunu cihelného zdiva zakončenou keramickými profilovanými dílci. Ve východním úseku zdi při náměstí je vjezd s vraty. Jižní zeď je kamenná, úsek zdi v severozápadní části areálu je kamenný a cihelný. Zdmi s brankami je částečně rozčleněn také vnitřní prostor zahrady a dvora.

### Zahrada a dvůr
Rozsáhlá zahrada je zatravněná. Převážně ovocné stromy jsou zasazené v pravidelném sadovém uspořádání. Plocha pozemku mezi hospodářskými budovami a hlavní budovou je využívána jako dvorek.